# Hugo del Rosso

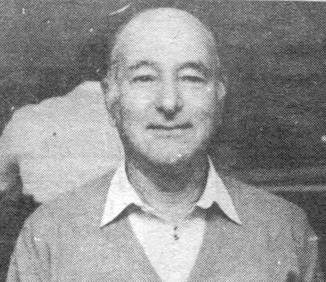
Hugo Del Rosso.

Hugo Orlando Del Rosso (Ciudad de Formosa, Formosa, Argentina, 1926 - Provincia de Formosa, Formosa, Argentina, 17 de abril de 2002) fue un destacado docente, escritor y periodista argentino. Se destacó durante varias décadas como profesor de Educación Física en los principales establecimientos de enseñanza secundaria de la ciudad de Formosa. Cultivó la narrativa en numerosas obras. Trabajó en varios diarios de la ciudad, fue conductor de programas radiales y también logró importante audiencia en micro-programas de TV.

## Biografía
Hugo Orlando Del Rosso, nació en la ciudad de Formosa en el año 1926. En 1942, a los 16 años de edad se recibió de maestro normal nacional y a los 19 años, en 1945 de profesor nacional de educación física. Fue también entrenador nacional de básquetbol, piloto privado de avión y instructor de navegación a vela del ex Servicio Náutico Deportivo de la Armada Argentina. Pese a toda una vida consagrada en la docencia en la educación física, donde ejerció durante 44 años en los niveles de escuela primaria, media y universitaria, lo mismo que en el orden privado, desde muy joven se vio atraído por la narrativa en especial, habiendo militado en el periodismo escrito, radial y televisivo. Participó y se adjudicó numerosos certámenes locales, regionales, nacionales e internacionales en el género de la narrativa. Sus mejores logros fueron: 1.er premio en el Concurso Nacional de Cuentos Fiesta Nacional del Algodón (1990); y en el evento, esta vez nacional e internacional (1.er premio) en el marco de la Fiesta Nacional del Algodón (1991), en cuya oportunidad se adjudicó también el primer premio en cuentos infantiles.
Su primer libro lo publicó en 1970, con el título Páginas de amor, Angustia y Soledad Luego entre otros títulos pueden citarse Noches sin estrellas (1972), Más cuentos cortos para el niño triste (1979) y Sol a Pique (1981)
Participó de tres antologías de narradores del noreste y el litroal. De su columna periodística El Pecoso, recopiló el material que le da la temática a Historias de Barro y Zanja y Ocho años después. Entre otras distinciones, Del Rosso logró el Laurel de Plata Rotary Club Formosa (1982) Santa Clara de Asís (1987), Insignia de Oro Aero Club Formosa (1958), Bandeja de Plata Deportes Intercolegiales (1975) Y Ciudadano Ilustre de la Ciudad de Formosa (1988).
Falleció el 17 de abril de 2002 en la ciudad de Formosa, a la edad de 76 años.
El 23 de agosto de 2014 se inauguró una escuela secundaria en Colonia Pastoril, Formosa que lleva su nombre.